# Sveti Brcko
Sveti Brcko (lat. Brictius; Tours, oko 397. – 444.), biskup Toursa i svetac.

## Životopis
Brcko je bio učenik i nasljednik svetog Martina biskupa na biskupskoj stolici u Toursu, u Francuskoj. Kako je slavni biskup Martin umro 397., lako je zaključiti, da je sv. Brcko živio na kraju 4. i u 5. stoljeću. Umro je 444. god.
Ovaj svetac bio je osobni đakon sv. Martina. Ali prije no što je postao snošljiv i ponizan, bio je veliko gunđalo, sklon ogovaranju, bezveznjak – reklo bi se jednom riječju. Bez obzira na sve to, sv. Martin ga je uzeo k sebi i ostala je zapisana rečenica kojom sv. Martin opisuje Brcka: "Ako je Krist podnosio Judu, zašto ja ne bih podnosio Brcka?" Ipak sv. Martin je bio i dalekovidan čovjek, tako da je u Brcku vidio osobu od velikih milosti, ali trebalo ih je sačekati. Tek nakon dugog niza godina Brcko se doista obraća, mijenja svoj dotadašnji način života i postaje uzor svima i u ponašanju i u vladanju, i u molitvi i u radu. Upravo život ovoga sveca uči druge da za svetost nikad nije kasno. 
Dvadesetak kilometara od središta Zagreba uz glavnu prometnicu prema istoku, 3 km poslije Dugog Sela smještena je župa Zagrebačke nadbiskupije Brckovljani. Posvećena je sv. Brcku, po kojem je i mjesto dobilo naziv Brckovljani. U kalendaru svetih katoličke Crkve zabilježen je 13. studenoga. Sv. Martin biskup (po vlastitoj želji) nije pokopan u katedrali kao što mnogi misle. Kako bi se njegov grob sačuvao kao i poradi mnoštva hodočasnika, njegov nasljednik sv. Brcko nad Martinovim grobom podigao je crkvu. Sveti Brcko je zabilježen kao svetac pokajanja.